# Wurzelnde Simse
Die Wurzelnde Simse (Scirpus radicans) ist eine Pflanzenart aus der Gattung Simsen (Scirpus) innerhalb der Familie der Sauergrasgewächse (Cyperaceae). Sie ist in Eurasien verbreitet.

## Beschreibung

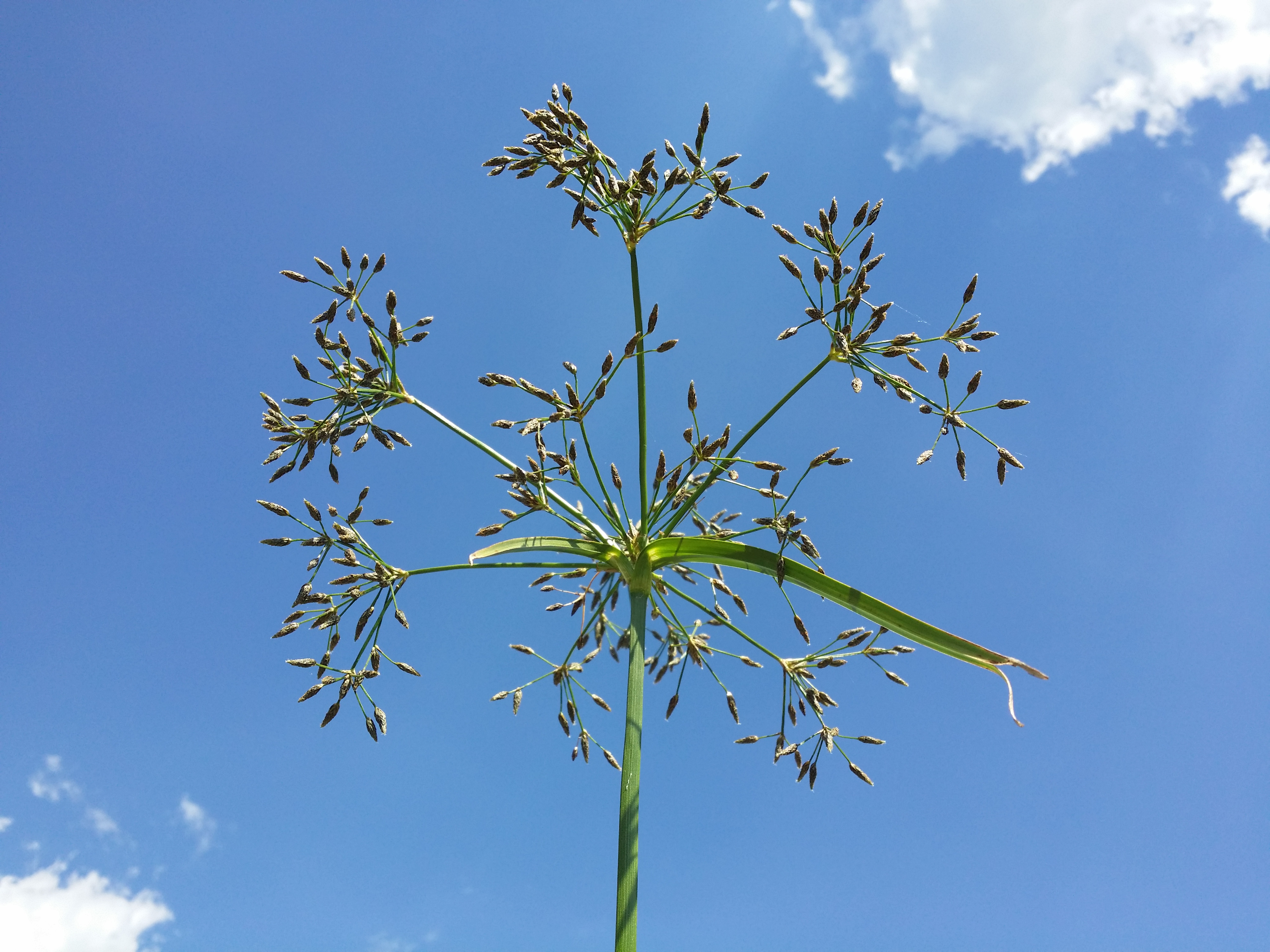
Blütenstand

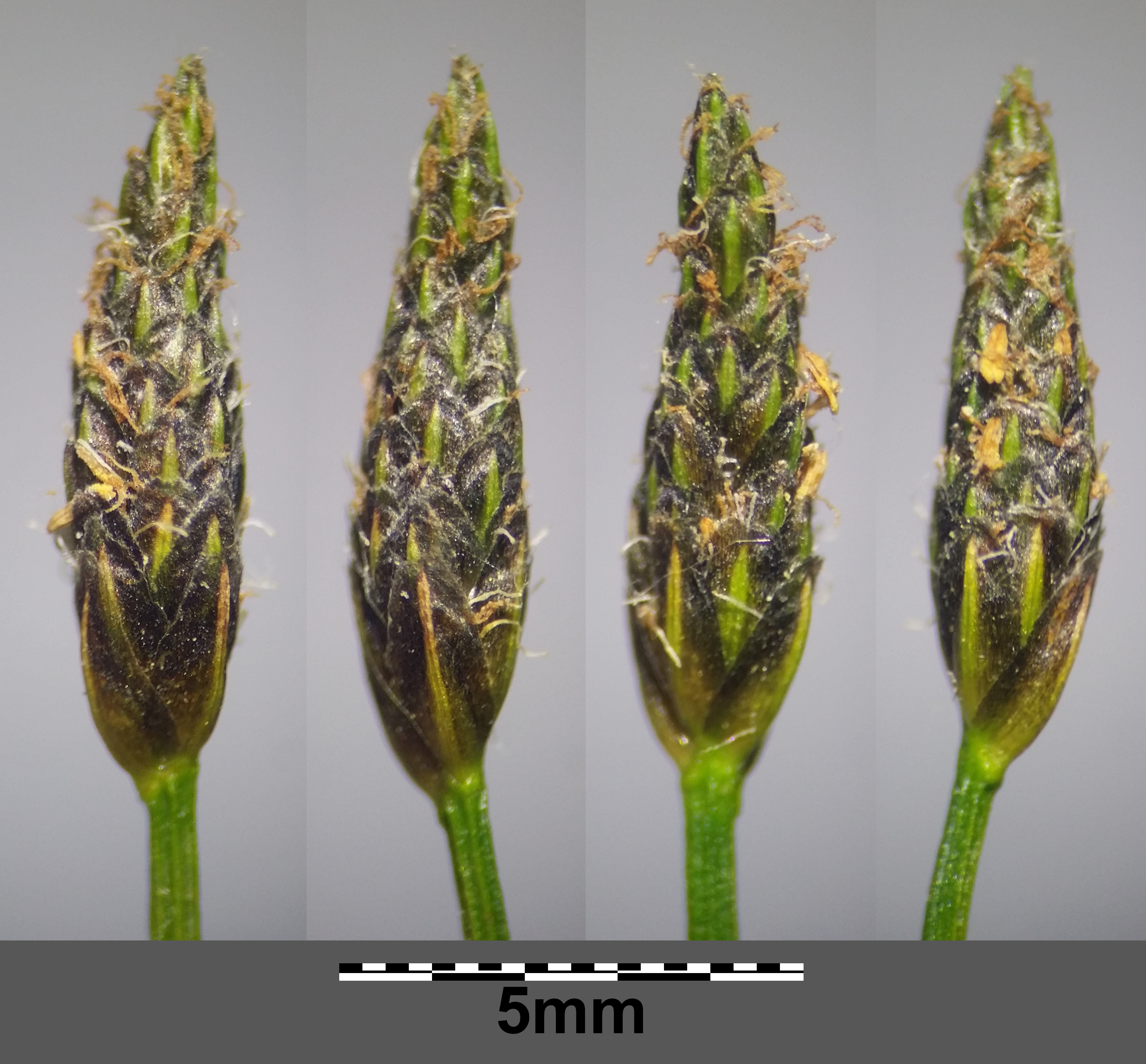
Ährchen

### Vegetative Merkmale
Die Wurzelnde Simse ist eine ausdauernde krautige Pflanze und erreicht Wuchshöhen von 30 bis 80, selten bis zu 150 Zentimetern. Sie bildet keine Ausläufer. Die sterilen Halme sind länger als diejenigen, die einen Blütenstand tragen, sie sind während der Blütezeit weitbogig rings zur Erde geneigt, bewurzeln sich am Ende, und sie erzeugen dadurch Tochterhorste. Die Wurzelnde Simse bildet mittelgroße Horste. Der starr aufrechte Halm ist scharf dreikantig und 2 bis 5 Millimeter dick. Die einfachen Laubblätter sind flach bis rinnig und 6 bis 12 Millimeter breit. Die blühenden Stängel sind kürzer als die nichtblühenden.

### Generative Merkmale
Die Blütezeit reicht von Mai bis Juli. Der Blütenstand besitzt einen Durchmesser von 2 bis 30 Zentimeter und ist als eine Spirre ausgebildet. Die zwei bis drei laubblattartigen Hüllblätter der Spirre sind etwa 1 Zentimeter breit, gekielt, am Rande rau und meist etwa so lang wie die Spirre. Die Ährchen sind zahlreich, und sie stehen an den Astenden der Spirre meist einzeln, sehr selten zu zweit oder dritt. Die Ährchen sind 4 bis 8 Millimeter lang und 2 Millimeter breit und enthalten bis über dreißig Blüten. Die Spelzen sind eiförmig mit gerundetem Ende, sie haben keine Stachelspitze. Die sechs Perigonborsten sind etwa zwei- bis dreimal so lang wie die reife Frucht; sie sind geschlängelt oder schraubenförmig gedreht und miteinander verwoben und glatt oder nur mit einzelnen rückwärts gerichteten Stachelchen besetzt. Jede Blüte enthält drei Staubblätter und drei Narben. Die Frucht ist dreikantig, etwa 1 Millimeter lang, gelblich und mit aufgesetzter Spitze.
Die Chromosomenzahl beträgt 2n = 56 oder 58.

## Vorkommen
Die Wurzelnde Simse kommt in Europasien (bis Japan sowie Korea) vor. In Europa besiedelt sie vor allem den östlichen Teil: Nordwärts bis Mittelschweden und Finnland, westwärts bis Schleswig-Holstein und das Oberrheingebiet, südwärts bis Belfort und das Alpenvorland. Sie kommt in Europa in den Ländern Frankreich, Italien, Deutschland, Österreich, Polen, Litauen, Tschechien, Slowakei, Ungarn, Slowenien, Kroatien, Serbien, Rumänin und Ukraine vor. In Deutschland gibt es nur wenige Vorkommen, sie tritt gehäuft im Donau-Regengebiet auf, sonst sind ihre Vorkommen in Deutschland vielfach erloschen; so sind alle Vorkommen in Rheinland-Pfalz und im Saarland erloschen. In Baden-Württemberg existiert nur noch ein Fundort. Auch in Schleswig-Holstein ist sie ausgestorben.
Die Wurzelnde Simse bevorzugt Gebiete, in denen warme, niederschlagsarme Sommer vorherrschen. Sie erreicht daher in Mitteleuropa die Westgrenze ihres Verbreitungsgebietes. Sie steigt in Mitteleuropa nicht über 600 Meter Meereshöhe auf. Westlich der Elbe kommt sie nur vereinzelt vor (beispielsweise ehemals isoliert in den Nordvogesen, Umgebung von Bitche). Im Küstengebiet der Ostsee, im Bayerischen Wald und in Österreich ist sie selten (neuere Nachweise), in der Schweiz fehlt sie. Die Standorte der Wurzelnden Simse sind neuerdings seltener geworden. Alle Vorkommen westlich der Elbe sind im Bestand bedroht. Nach Floraweb ist die Art in Deutschland "stark bedroht".
Die Wurzelnde Simse gedeiht am besten auf basenreichen, oft kalkhaltigen, gut durchlüfteten Schlammböden oder schlammigen Sandböden, die durchaus Stickstoff in mäßig hoher Konzentration enthalten können. Die meisten Wuchsorte liegen in temporär wasserführenden Wechselwasserbereichen der Uferzone von Altwassern, Flüssen oder Teichen. Sie kann sowohl auf dem ausgetrockneten Gewässergrund wachsen als auch auf der Wasseroberfläche schwimmende, nicht verwurzelte Herden ausbilden.
Die Art ist Charakterart einer eigenen Pflanzengesellschaft, des Scirpetum radicantis. Charakteristische Begleiter in der artenarmen Pioniergesellschaft sind der Gewöhnliche Froschlöffel (Alisma plantago-aquatica) und die Gewöhnliche Sumpfbinse (Eleocharis palustris).

## Systematik
Die Erstbeschreibung von Scirpus radicans erfolgte 1793 durch Christian Schkuhr in Annalen der Botanick. [P. Usteri, ed.] Band 4, S. 49, Tafel 1. Das Homonym Scirpus radicans Poir. 1805 ist eine andere Art und ist ein Synonym der Art Eleocharis radicans (nomen illegitimum).
Die Wurzelnde Simse (Scirpus radicans Schkuhr) gehört zur Untergattung Scirpus subgen. Scirpus in der Gattung Scirpus. Ihre Zugehörigkeit wurde auch unter Verwendung molekularer Methoden (Vergleich homologer DNA-Sequenzen) bestätigt.